# Текстильщики (Вологодская область)
Текстильщики — посёлок в Тотемском районе Вологодской области.
Входит в состав Пятовского сельского поселения, с точки зрения административно-территориального деления — в Пятовский сельсовет.
Расположен при впадении реки Еденьга в Сухону. Расстояние по автодороге до районного центра Тотьмы — 4 км, до центра муниципального образования деревни Пятовская — 5 км. Ближайшие населённые пункты — Княжая, Мясокомбината, Усть-Еденьга, Черняково.

## История
В 1966 г. указом президиума ВС РСФСР поселок льнозавода переименован в Текстильщики.

## Население
| 2010 |
| ---- |
| 653  |